# Oh, What a Beautiful Mornin’
«Oh, What a Beautiful Mornin'» (с англ. — «О, какое прекрасное утро» или «О, что за день благодатный») — популярная песня из мюзикла «Оклахома!», написанная в 1943 году либреттистом Оскаром Хаммерстайном на музыку композитора Ричарда Роджерса. В начале мюзикла её исполняет главный герой истории — ковбой Кёрли Маклейн.
Это первая совместная работа Хаммерстайна и Роджерса.
Как и в случае со многими другими их песнями, в мюзикле Oh, What a Beautiful Mornin' начинается за сценой и без музыкального аккомпанемента. При написании текста для этой песни Хаммерстайн старался передать чувство, возникающее при чтении первых строк пьесы Линна Риггса (англ. Lynn Riggs) «Зеленеют сирени», по мотивам которой был создан мюзикл «Оклахома!». Вместе с тем он старался сделать поэтический текст более примитивным, подходящим ковбоя. Пьеса Риггса также начинается с пения главного героя, исполняющего известную балладу «Git Along, Little Dogies».